# Forrestlök
Forrestlök (Allium forrestii) är en flerårig växtart i släktet lökar och familjen amaryllisväxter. Arten beskrevs av Friedrich Ludwig Diels. Inga underarter finns listade i Catalogue of Life.

## Utbredning
Forrestlök växer vilt i sydvästra Kina, men odlas även som prydnadsväxt i andra delar av världen.